# Braunmantel-Austernfischer

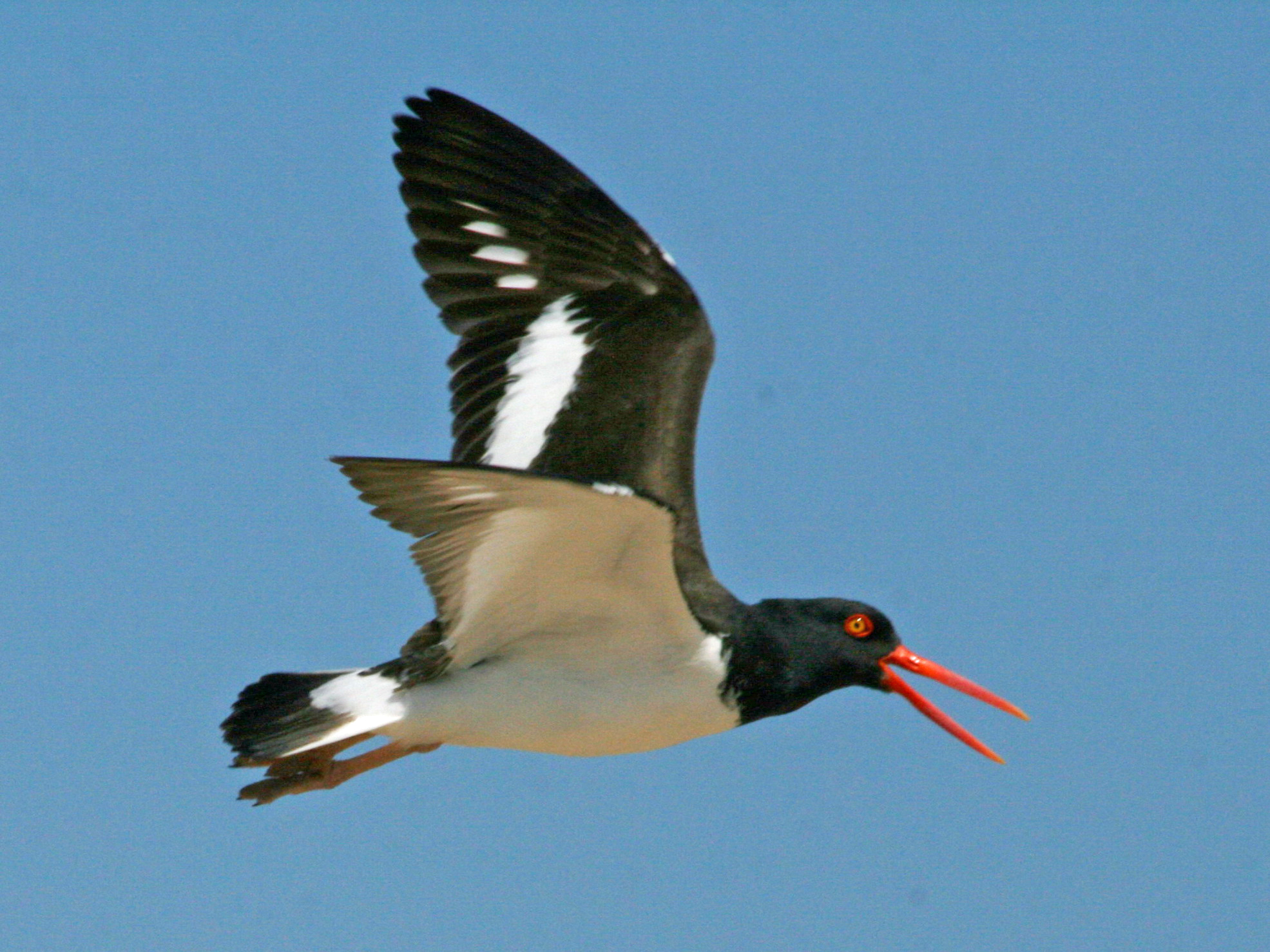
Fliegender Braunmantel-Austernfischer

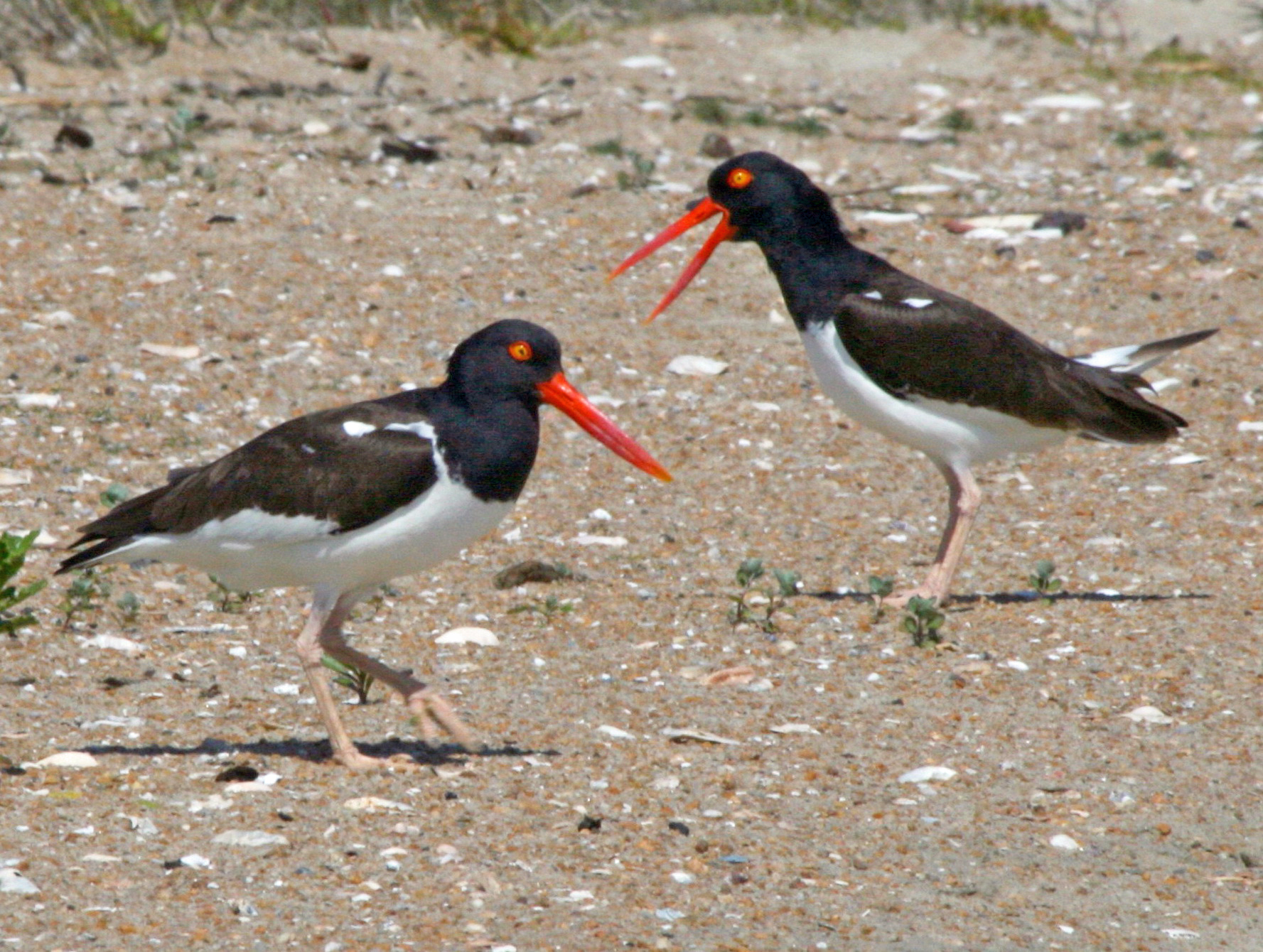

Der Braunmantel-Austernfischer (Haematopus palliatus) ist eine Art aus der Familie der Austernfischer. Die Art kommt in Nord-, Zentral- und Südamerika vor. Es werden mehrere Unterarten unterschieden.

## Erscheinungsbild
Der Südamerikanische Austernfischer erreicht eine Körperlänge von 42 Zentimeter. Die Flügelspannweite beträgt 76 Zentimeter. Es besteht kein sehr auffälliger Sexualdimorphismus, Männchen sind jedoch auf der Körperoberseite etwas dunkler als die Weibchen.
Adulte Südamerikanische Austernfischer haben einen schwarzen Kopf und einen schwarzen Hals. Die Körperoberseite ist bräunlich schwarz. Frisch vermauserte Südamerikanische Austernfischer haben auf dem Mantel hell gesäumte Federn, so dass sie dann insgesamt auf der Körperoberseite etwas heller wirken. Dies verliert sich jedoch bei abgenutzterem Gefieder. Die Körperunterseite ist weiß. Der kräftige und lange Schnabel ist leuchtend orange-rot und hellt bei brütenden Vögeln zu einem Gelbrot auf.
Der Braunmantel-Austernfischer kann mit dem in Eurasien vertretenen Austernfischer verwechselt werden. Dieser hat aber einen deutlich kürzeren Schnabel, der außerdem leuchtender rot ist. Auf der Körperoberseite ist der Austernfischer schwarz und nicht, wie der Braunmantel-Austernfischer, braun. Das Verbreitungsgebiet des Klippenausternfischers überlappt sich teilweise mit dem des Braunmantel-Austernfischers. Die zwei Arten sind jedoch leicht auseinanderzuhalten, da der Klippenausternfischer ein gänzlich dunkles Gefieder hat.

## Verbreitungsgebiet

Der Braunmantel-Austernfischer ist in seiner Lebensweise eng an die Küste gebunden. Er kommt im Osten der Vereinigten Staaten von Neuengland bis nach Florida, der Golfküste und der Karibik vor. Einzelne isolierte Beobachtungen liegen an der Ostküste der Vereinigten Staaten sogar für Neufundland vor. An der Westküste Nordamerikas brütet der Braunmantel-Austernfischer ab Niederkalifornien. Das Verbreitungsgebiet erstreckt sich weiter im Süden entlang der Küste Zentralamerikas bis weit nach Südamerika. Braunmantel-Austernfischer sind überwiegend Standvögel.

## Lebensweise
Der Braunmantel-Austernfischer frisst überwiegend Muscheln, die er mit seinem großen Schnabel aufbricht. Das Gelege besteht aus zwei bis drei Eiern.

## Unterarten
Es sind folgende Unterarten bekannt:
- Haematopus palliatus palliatus Temminck, 1820[3] kommt an den Küsten des östlichen Nordpazifik von  Isla Coronado und dem Golf von Kalifornien südlich bis Panama, an den Küsten des westlich zentraklen Kolumbiens bis ins südliche zentrale Chile vor. Außerdem ist er an der westlichen Nordatlantik Küste vom südlichen Nova Scotia und Massachusetts bis Florida, den Küsten des nördlichen Golf von Mexiko von Tamaulipas bis zur Halbinsel Yucatán verbreitet. Zusätzlich kommt er auf den Bahamas, auf Puerto Rico, auf den Jungferninseln und auf den Kleinen Antillen vor. Schließlich gehört die Küste Venezuelas und deren nördliche Inseln und südlich bis Argentinien zu seinem Verbreitungsgebiet.
- Haematopus palliatus galapagensis Ridgway, 1886[4] kommt auf den Galapagosinseln vor mit Ausnahme von Isla Darwin und Isla Wolf

Haematopus prattii Maynard, 1898 wird heute als Synonym für die Nominatform betrachtet. Haematopus durnfordi Sharpe, 1896, Haematopus palliatus pitanay Murphy, 1925 und Haematopus frazari Brewster, 1888 sind vermutlich klinische Variationen oder Introgressionen mit dem Klippenausternfischer (Haematopus bachmani Audubon, 1838) oder dem Chileausternfischer (Haematopus ater Vieillot), 1825.

## Etymologie und Forschungsgeschichte
Die Erstbeschreibung des Braunmantel-Austernfischers erfolgte 1820 durch Coenraad Jacob Temminck unter dem wissenschaftlichen Namen Hamatopus palliatus. Als Verbreitungsgebiet gab Südamerika an. 1758 führte Carl von Linné die neue Gattung Haematopus ein. Dieser Name hat seinen Ursprung in αἱμα, αἱματος haima, haimatos, deutsch ‚Blut‘ und πους, ποδος pous, podos, deutsch ‚Fuß‘. Der Artname palliatus leitet sich von lateinisch palliatus, pallium ‚verhüllt, umhüllt, Hülle‘ ab. Galapagensis bezieht sich auf die Galapagosinseln. Prattii ist Marland Langdon Pratt (1857–1931) gewidmet, durnfordi Henry Durnford (1848–1878) und frazari Marston Abbott Frazar (1859–1925). Pitanay ist der Quechua Name für den Vogel. Alfred Laubmann hatte für sein Werk Die Vögel von Paraguay keinen Balg zur Verfügung. Er betrachtete den Braunmantel-Austernfischer nur als im Departamento Alto Paraná durch Arnaldo de Winkelried Bertoni nachgewiesen. Vermutlich handelte es sich dabei um einen Irrgast. Außerdem ordnete er die Art als Unterart des Austernfischers (Haematopus ostralegus palliatus) ein und erwähnte, dass hier weitere Forschungen wünschenswert wären.

## Belege

### Einzelbelege
1. ↑   Chandler, S. 58
2. ↑  IOC World bird list Buttonquail, thick-knees, sheathbills, plovers, oystercatchers, stilts, painted-snipes, jacanas, Plains-wanderer, seedsnipes
3. 1 2  Coenraad Jacob Temminck (1820), S. 532–533.
4. 1 2  Robert Ridgway (1886), S. 331.
5. 1 2  Charles Johnson Maynard (1898), S. 34.
6. 1 2  Richard Bowdler Sharpe (1896), S. 117–118, Tafel 6.
7. 1 2  Robert Cushman Murphy (1896), S. 1.
8. 1 2  William Brewster (1888), S. 84.
9. ↑  Erica Nol u. a.(2012).
10. ↑  Carl von Linné (1758), S. 152.
11. ↑  Haematopus The Key to Scientific Names. Edited by James A. Jobling
12. ↑  palliatus The Key to Scientific Names. Edited by James A. Jobling
13. ↑  Arnaldo de Winkelried Bertoni (1914), S. 38.
14. ↑  Alfred Laubmann (1939), S. 86.